# 亜城木仁
亜城木 仁（あしろぎ じん、1986年4月9日 - ）は、岩手県出身の男性パチンコライター。

## 略歴
地元の高校卒業後、上京し居酒屋に就職するも3か月で退職し帰郷。帰郷後スーパーで働き、1年後に再び上京。コカ・コーラ好きもあってコカ・コーラで数年働き、その後コールセンターに勤務するがパチンコを打つために休むようになりクビとなる。
27歳の時に『パチンコ攻略マガジン』のパチマガ登竜門プロジェクトに応募し“おもしろライター部門”でグランプリを受賞。パチマガ専属のライターとして活動を開始。
元々「ロギー」という愛称で呼ばれることもあったが、2021年にフリーとなったタイミングでライター名を「ロギー」に改名。

## 人物
低身長で太った見た目が、ゆるキャラのようで愛くるしいパチンコライター。性格も人懐っこく、周囲の人間からも親しまれる人気者だが、自分の欲望に素直すぎるゆえ、ギャンブルと風俗により多額の借金を抱えている。借金返済のため、同期ライターの山ちゃんボンバーに弟子入りをし、負けっぱなしからの脱却を狙うが、なかなかうまくいかない。そんな山ちゃんボンバーとのやりとりは『ガチとクズ』というタイトルで漫画化され『パチンコ攻略マガジン』にて連載されていた。タイトルの「クズ」が亜城木仁のことである。
コカ・コーラを退職する日の仕事中にトラックに積んでいた商品が荷崩れし顔面を直撃、前歯を失う。
『パチンコLAB』の番組内で、先輩ライターの木村魚拓からダボハゼと呼ばれる。

## 主な出演番組
- パチンコ実戦塾（パチンコ★パチスロTV!）
  - 第3シーズン（2017年）
  - 第24シーズン（2022年8月 - ）
- 凸凹戦隊ゼニゲバン（2020年7月 - 、サトセブンPREMIUM）
- パチンコLAB（フジテレビONE）
  - 10th season（2021年5月 - 2022年3月）
  - 11th season（2022年5月 - 2023年3月）
  - 12th season（2023年5月 - 2024年3月）
  - 13th season（2024年5月 - 2025年3月）
  - 14th season（2025年5月 - ）